# Flygvapnet
Det svenske flyvevåben (svensk: Flygvapnet) er Sveriges luftvåben og har monopol på svensk militærflyvning. Den 1. juli 1926 blev den svenske hærs Flygkompaniet og den svenske flådes Marinens Flygväsen fusioneret til et selvstændigt værn. I 1950'erne oprettede både den svenske hær og flåde helikopterenheder. I 1998 blev den svenske hærs Arméflyget, den svenske flådes Marinflyget og Flygvapnets helikoptere samlet i fællesværnsenheden Försvarsmaktens Helikopterflottilj, der i 2003 blev en del af Flygvapnet.